# Ambasciata di San Marino in Italia
L'Ambasciata della Repubblica di San Marino presso la Repubblica italiana è la missione diplomatica di San Marino in Italia.
La sede è a Roma, in Via Eleonora Duse, 35.
Dal 5 luglio 2010 l'ambasciatrice è Daniela Rotondaro.

## Altre sedi diplomatiche di San Marino in Italia
Oltre all'ambasciata a Roma, San Marino possiede 12 consolati in territorio italiano:
| Tipologia          | Sede     | Zona di competenza                                                                             |
| ------------------ | -------- | ---------------------------------------------------------------------------------------------- |
| Consolato Generale | Roma     | Province di Roma, L'Aquila, Rieti, Frosinone, Viterbo, Terni e Latina.                         |
| Consolato          | Bari     | Province di Chieti, Campobasso, Foggia, Bari e Lecce.                                          |
| Consolato          | Firenze  | Province di Firenze, Lucca, Pisa, Livorno, Siena, Arezzo e Pistoia.                            |
| Consolato          | Genova   | Province di Imperia, Genova, Massa-Carrara, Savona e La Spezia.                                |
| Consolato          | Grosseto | Provincia di Grosseto                                                                          |
| Consolato          | Milano   | Province di Sondrio, Milano, Pavia, Cremona, Brescia, Bergamo, Varese, Como e Mantova.         |
| Consolato          | Torino   | Province di Torino, Cuneo, Alessandria, Novara, Aosta e Vercelli.                              |
| Consolato          | Ravenna  | Province di Ravenna e Pesaro-Urbino.                                                           |
| Consolato          | Rimini   | Province di Forlì-Cesena e Rimini.                                                             |
| Consolato          | Venezia  | Province di Belluno, Padova, Treviso, Venezia, Verona e Vicenza.                               |
| Consolato          | Bologna  | Province di Piacenza, Parma, Reggio Emilia, Modena, Bologna, Ferrara e Rovigo.                 |
| Consolato          | Napoli   | Province di Napoli, Avellino, Benevento, Caserta, Cosenza, Crotone, Catanzaro e Vibo Valentia. |